# Andeok-myeon, Seogwipo
Andeok-myeon (koreanska: 안덕면) är en socken i kommunen Seogwipo i provinsen Jeju i den södra delen av Sydkorea, 500 km söder om huvudstaden Seoul.  Andeok-myoen ligger på södra delen av ön Jeju cirka 35 km sydväst om öns huvudort Jeju.
Andeok-myeon är ett lantligt område med dramatisk kust. Vid centralorten Hwasun-ri finns berget Sanbangsan, som är en brant vulkantopp. 